# Pippa Bacca
Giuseppina Pasqualino di Marineo (9 de dezembro de 1974 - 31 de Março de 2008), conhecida como Pippa Bacca, foi uma artista italiana que, juntamente com uma colega artista, viajou de boleia a partir de Milão com intenção de chegar ao Oriente Médio para promover a paz mundial, simbolicamente, vestindo um vestido de casamento durante a sua caminhada. Chegando em Gebze, Turquia , em 31 de Março de 2008, ela desapareceu. Seu corpo estuprado foi descoberto na mesma cidade em 11 de abril. A polícia prendeu um homem que tinha colocado o seu cartão SIM no celular de Bacca e mais tarde, levou-os até seu corpo.

## Noivas em turnê
Bacca era parte de um movimento pela paz mundial conhecido como "Noivas on Tour", que partiu de Milão, em 8 de Março de 2008. As artistas, usando um vestido de noiva branco viajaram para a Eslovénia, Croácia, Bósnia e Herzegovina, Sérvia e Bulgária, e chegaram na Turquia, em 20 de Março de 2008. Elas tinham planejado pegar uma carona para a Síria e Líbano , até 31 de Março, chegando, nos territórios Palestinos e Israel , em meados de abril, o seu destino final, sendo Jerusalém. 

## Desaparecimento
Bacca e sua companheira se separaram pouco antes de chegar em Istambul, planejando se encontrar novamente em Beirute. No entanto, Bacca desapareceu depois de 31 de Março. o Seu cartão de crédito teria sido usada no meio-dia deste dia.  O corpo de Bacca nu, estrangulada e em decomposição foi encontrado perto de alguns arbustos na cidade de Tavşanlı em meados de abril. no entanto, tanto a BBC quanto O New York Times reportaram como sendo perto de Gebze, a cerca de 40 milhas a sudeste da cidade de Istambul.
O homem que levou a polícia a seu corpo, Murat Karataş, foi detido e preso depois de supostamente confessando  estuprar e estrangular Bacca, em 31 de Março depois de dar uma carona em seu Jipe de um posto de gasolina. o teste de DNA sugere, no entanto, que Bacca foi estuprada por várias pessoas, e não apenas Karataş. O suspeito disse que ele estava sob a influência de drogas e álcool, e não conseguia lembrar o que aconteceu.